# David Platt
David Andrew Platt, född den 10 juni 1966 i Oldham, är en engelsk före detta professionell fotbollsspelare och -tränare.
Efter att ha tillhört Manchester United som ungdomsspelare slog Platt senare igenom i Crewe Alexandra och Aston Villa i slutet av 1980-talet och början av 1990-talet.
Platt spelade senare i italienska Serie A för Bari, Juventus och Sampdoria innan han avslutade sin spelarkarriär i Arsenal i slutet av 1990-talet.
På 62 landskamper gjorde Platt 27 mål för det engelska landslaget. Han representerade sitt land vid VM 1990, EM 1992 och EM 1996. Han var lagkapten i landslaget 1993–1995.
Efter spelarkarriären tränade Platt Sampdoria innan han gjorde en kort comeback som spelande tränare i Nottingham Forest i början av 2000-talet. Platts nästa tränaruppdrag var som tränare för det engelska U21-landslaget 2001–2004. 2010–2013 var han assisterande tränare för Manchester City.
Platts största meriter som spelare är en ligatitel och en FA-cup-titel med Arsenal samt en Uefacup-titel med Juventus.